# 空用槍械

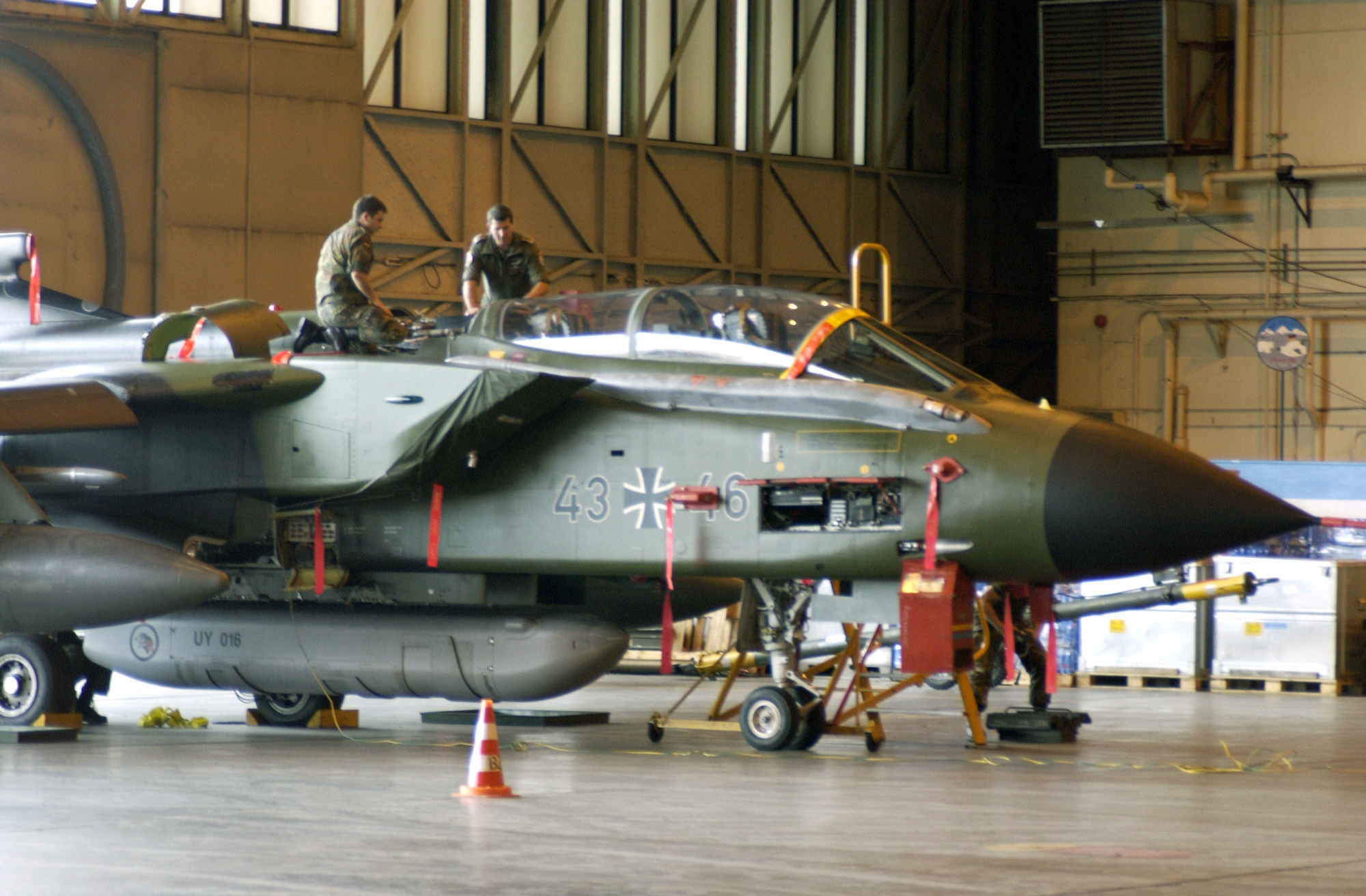
德國Tornado GR-4的機砲艙

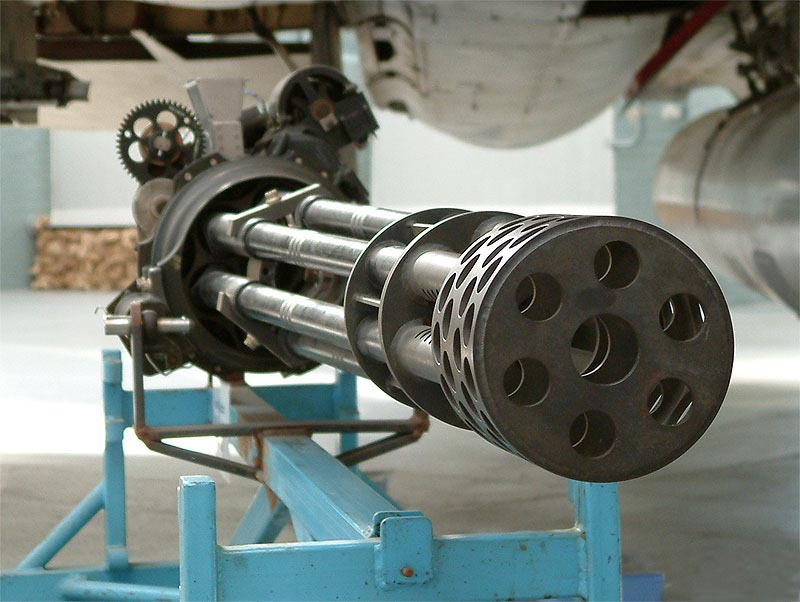
M61火神式機砲

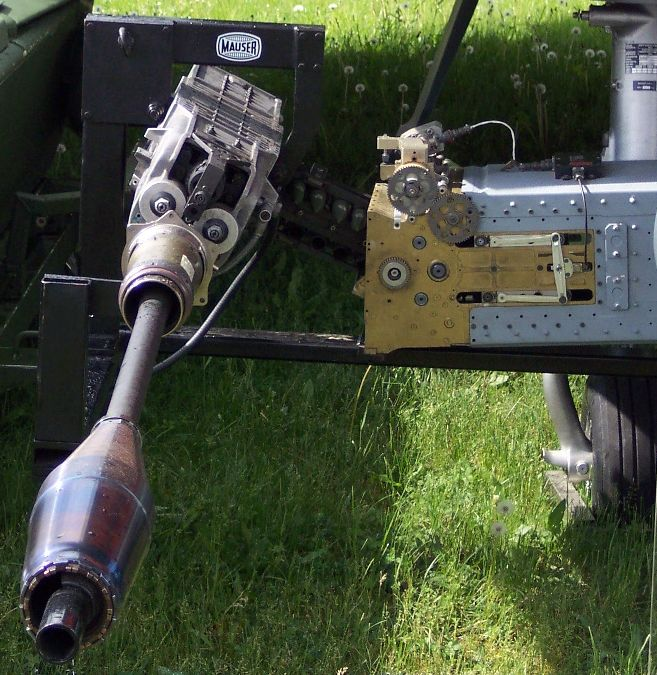
毛瑟BK-27空用機炮

空用槍械泛指裝置在航空與太空飛行器上的各類槍支與火炮，但是不包含操作航空或是太空飛行器上的人員所攜帶的武器。過去到現在所有的空用槍械都是安裝在大氣層內飛行的航空器上，太空飛行器尚未有安裝的紀錄。
空用槍械可以分成两类，一種是20毫米口徑以下的機槍，一種是口徑在20毫米以上的機炮。比較少見的是口徑較大，由一般火炮改裝或者是特殊設計的大口徑火炮。

## 種類

### 空用機槍

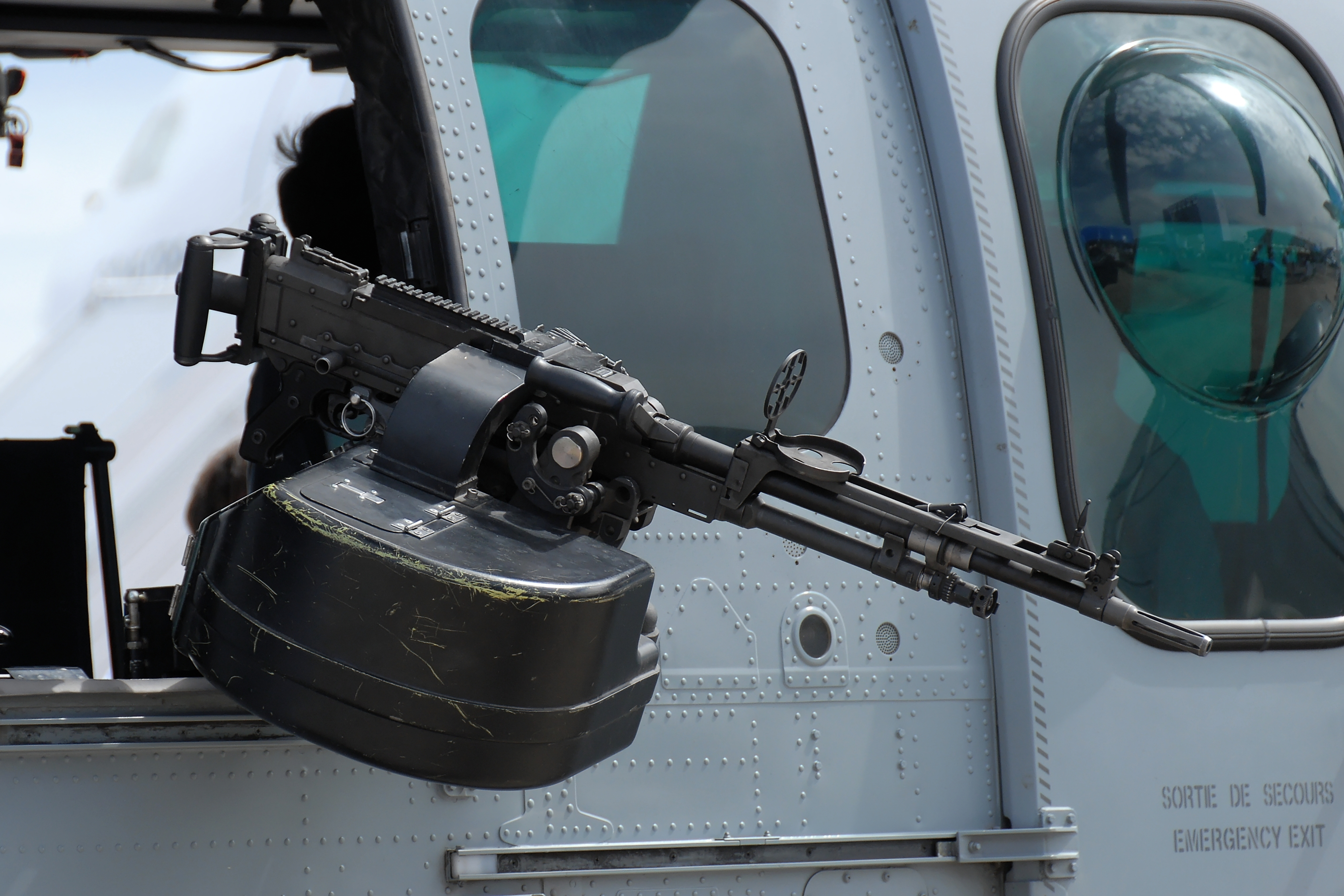
裝在直昇機上的FN MAG空用機槍樣式

當飛機開始運用在軍事用途上面之後，機槍很快的就成為普遍裝置的選擇。從第一次世界大战開始，步槍口徑（0.30英吋左右）的機槍就安裝在飛機上面，用來射擊其他空中、地面或者是海面的目標。到了第二次世界大战初期，步槍口徑的機槍威力開始顯現不足，對付大型飛機或者是有裝甲的結構穿透力往往不夠。除了改用空用機砲以外，另外一個選擇就是加大機槍的口徑，譬如美國採用的12.7毫米白朗寧M2重機槍和德國採用的13毫米機槍等等。

空用機槍的使用在二戰之後逐漸稀少，最主要的原因還是在破壞力不足，無法有效的摧毀結構更強的噴射機以及大型轟炸機，目前最常見的是安裝在直昇機或是少數以對付地面目標為主的飛機上面。

### 空用機炮
在飛機上使用機炮最早的紀錄是1910年一位法國人Gabriel Voisin將37毫米機炮試驗性質的安裝在飛機上，同一年美國才在飛機上試驗射擊步槍。第一次世界大戰期間，空用機炮處於半試驗，半實用性質的階段。大部分安裝的方式為朝下攻擊地面目標，或者是朝上攻擊飛行高度很高的飛船。大多數空用機炮在彈藥射擊程序上接近一般火炮的半自動或者是全手動裝填型態，其中的差異在於半自動的機炮在射擊完畢之後，彈殼會自動退出，但是都需要手動裝填每一發彈藥，射擊速度相當緩慢。在戰爭結束前只有4種自動空用機炮服役，其中兩種是英國產品，一種義大利以及一種德國。除了機砲本身的設計之外，重量與後座力都是限制當時飛機使用空用機炮的重要因素。

### 特殊大口徑火炮
為對付重型轟炸機、船艦、戰甲車輛等重裝甲目標而特化的大型航炮，二次大戰中後期由日本、德國開始廣泛應用，截擊盟軍強大的戰略轟炸機或支援陸軍行反裝甲任務，口徑多不小於30毫米、其他有37、50、57甚至75毫米不等，因搭載火炮增大，載具從戰鬥機到轟炸機都有，儘管大口徑炮威力十足，但體型笨重、低射速和稀少備彈量是其致命傷，開火時的劇烈後座力也令搭載機難以瞄準、命中率低落。
30毫米炮在上述威力與弱點間取得良好平衡，故至今仍為多國使用中，更大型航炮則已多數匿跡，不過美國由C-130運輸機改裝成的AC-130空中砲艇裝備40毫米波佛斯機炮與20或25毫米多管機炮，H、U和J型更擁有空前105毫米榴彈炮，AC-130在過去越南至索馬利亞等各戰役中，用於低強度戰場的長時間定點武力投射或地面支援，表現不俗，僅越戰就總計擊毀超過10,000輛敵軍車輛，證明看似古董的大口徑航炮在一定條件配合下，依然能在今日戰場上發揚持久、猛烈的壓制火力。

## 安裝方式
空用槍械的安裝方式分成固定與活動兩類。
固定式安裝絕大多數是朝向飛機的前方或者是後方射擊，安裝的位置包含機鼻，機翼，機身兩側等地方。
活動式安裝又可以分成可以小角度改變的槍架與能夠涵蓋大角度範圍的槍塔。小角度的槍架通常以人力控制射擊的方向，譬如安裝在攻擊機或者是輕型轟炸機後座的機槍，B-17轟炸機機身兩側的機槍以至機腹的球型槍塔等等都是。
大角度的槍塔或者是炮塔可以是人力，電力或者是液壓驅動，改變射擊的方向和角度。這種設置在中大型的轟炸機上比較常見。